# Барон Кінгсейл

Герб баронів де Курсі.

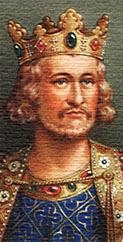
Засновник династії — Джон де Курсі (1150—1219).

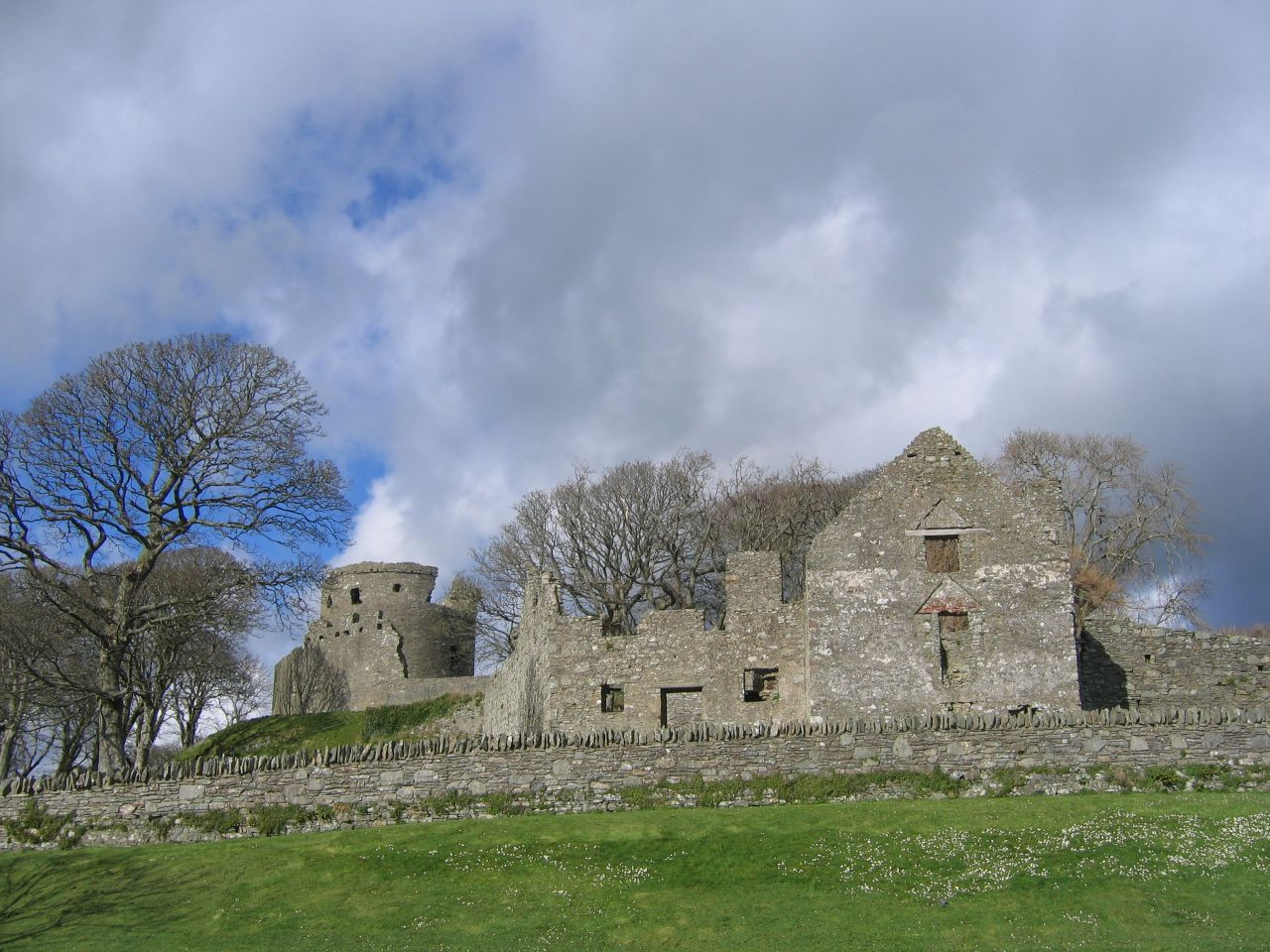
Замок Дандрам.

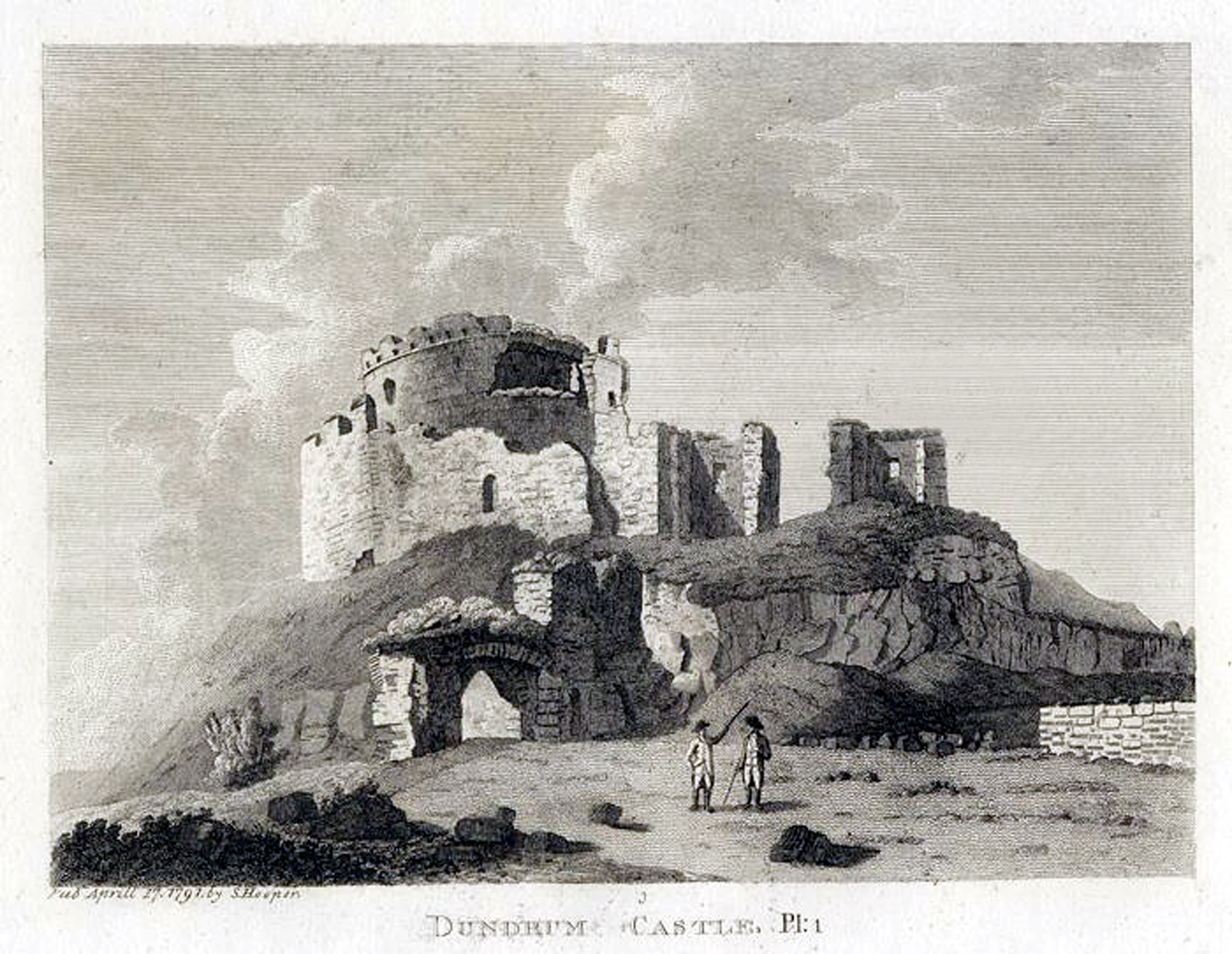
Замок Дандрам у 1791 році.

Барон Кінгсейл (англ. — Baron Kingsale) — лорди Кінгсейл — аристократичний титул в Ірландії, пер Ірландії, династія баронів та лордів де Курсі, лорд Рінгрон.

## Історія баронів Кінгсейл
Засновником династії баронів Кнігсейл був сер Джон де Курсі (1150—1219) — англо-норманський лицар, що прибув до Ірландії в 1176 році під час англо-норманського завоювання Ірландії. Відтоді і до свого вигнання у 1204 році він підкорив значну територію, побудував багато церков та монастирів, абатства бенедиктинців та цистерціанців та замки Дандрам у графстві Даун, Карікфергус у графстві Антрім. Прізвище Курсі походить від місцевості в Нормандії, звідки і походять предки Джона де Курсі. Після норманського завоювання Англії предки сера Джона де Курсі жили в Стоуку, що в Сомерсеті (Англія). Прадідусь Джона де Курсі — Річард де Курсі згадується в «Книзі Судного Дня» (англ. — Domesday Book). Його дід — Вільям де Курсі І одружився з Еммою Фалезькою. Його батько — Вільям де Курсі II одружився з Авіс де Мескін і помер близько 1155 року, залишивши сімейні маєтки в Сомерсеті та в інших місцях Англії своєму синові Вільгельму де Курсі III, старшому брату Джона.
Створення титулу баронів Кінгсейл датується ХІІІ століттям. Але перші документальні свідчення про заснування титулу баронів Кінгсейл датуються XIV століттям. За одними джерелами заснування титулу датується 1222 роком, за іншими — 1340 роком, за іншими — 1397 роком. Барони Кінгсейл володіли також титулами лорд Курсі та лорд Рінгрон. Ці титули, імовірно, були створені ще в ХІІ столітті. Деякі джерела стверджують, що барон Кінгсейл володів привілеєм бути з покритою головою (носити капелюх) в присутності короля Англії. Але ХІ видання Британської енциклопедії стверджує, що це не більше ніж легенда і не має ніяких історичних підстав. Не дивлячись на те, що барони Кінгсейл давній аристократичний рід, що колись володів землями та замками, нині не мають ніякого майна і статків. Барони Кінгсейл в минулому програли кілька судових процесів і втратили всі свої володіння та капітали. ХХХ (або XXXV) барон Кінгсейл не дивлячись на свою блискучу освіту, яку отримав в Сорбоні та Зальцбурському університетах втратив свої статки внаслідок невдалого шлюбу з дочкою володаря нафтового підприємства справа якого зазнала фінансової невдачі. Він мусив після цього працювати сантехніком і помер в чужій оселі.

## Династія баронів Кінгсейл
- Патрік де Курсі (помер до 1261 р.)
- Майл де Курсі (помер близько 1290 р.)
- Джон де Курсі (помер 1291)
- Майлз де Курсі (помер 1344) — І барон Кінгсейл
- Майлз де Курсі (помер близько 1372 р.) — ІІ барон Кінгсейл
- Джон де Курсі (помер близько 1390) — ІІІ барон Кінгсейл
- Вільям де Курсі (помер близько 1400) — IV барон Кінгсейл
- Ніколас де Курсі (помер близько 1410 р.) — V барон Кінгсейл
- Патрік де Курсі (помер близько 1449 р.) — VI барон Кінгсейл
- Ніколас де Курсі (помер 1475) — VII барон Кінгсейл
- Джеймс де Курсі (помер 1499) — VIII барон Кінгсейл
- Едмунд де Курсі (помер близько 1505 р.) — IX барон Кінгсейл
- Девід де Курсі (помер близько 1520) — X барон Кінгсейл
- Джон де Курсі (помер 1535) — XI барон Кінгсейл
- Джеральд де Курсі (помер 1599) — XII барон Кінгсейл
- Джон де Курсі (помер 1628) — XIII барон Кінгсейл
- Джеральд де Курсі (помер близько 1642 р.) — XIV барон Кінгсейл
- Патрік де Курсі (помер 1663?) — XV барон Кінгсейл
- Джон де Курсі (помер 1667) — XVI барон Кінгсейл
- Патрік де Курсі (1659/60 — 1669) — XVII барон Кінгсейл
- Альмерикус де Курсі (1665—1720) — XVIII барон Кінгсейл
- Джеральд де Курсі (1700—1759) — XIX барон Кінгсейл
- Джон де Курсі (бл. 1717—1776) — XX барон Кінгсейл
- Джон де Курсі (помер 1822) — XXI барон Кінгсейл
- Томас де Курсі (1774—1832) — XXII барон Кінгсейл
- Джон Стейплтон де Курсі (1805—1847) — XXIII барон Кінгсейл
- Джон Костянтин де Курсі (1827—1865) — XXIV барон Кінгсейл
- Майкл Конрад де Курсі (1828—1874) — XXV барон Кінгсейл
- Джон Фіцрой де Курсі (1821—1890) — XXVI барон Кінгсейл
- Майкл Вільям де Курсі (1822—1895) — XXVII барон Кінгсейл
- Майкл Костянтин де Курсі (1855—1931) — XXVIII барон Кінгсейл
- Майкл Вільям Роберт де Курсі (1882—1969) — XXIX барон Кінгсейл
- Джон де Курсі (1941—2005) — XXX барон Кінгсейл
- Невінсон Марк де Корсі (народився 1958 р.) — XXXI барон Кінгсейл, проживає в Новій Зеландії.

Імовірним спадкоємцем титулу є родич нинішнього власника титулу Джозеф Кеннет Чарльз де Курсі (народився 1955 р.) Імовірним спадкоємцем його є син Патрік Майлз Х'ю де Курсі (народився 1993).